# Santa Lucia del Gonfalone (diaconia)
Santa Lucia del Gonfalone (in latino: Diaconia Sanctæ Luciæ de Gonfalone) è una diaconia istituita da papa Giovanni Paolo II nel 2003, che insiste sulla chiesa di Santa Lucia del Gonfalone.
Ne è titolare il cardinale Aquilino Bocos Merino, già superiore generale dei Missionari figli del Cuore Immacolato di Maria.

## Titolari
- Francesco Marchisano (21 ottobre 2003 - 12 giugno 2014); titolo pro illa vice (12 giugno 2014 - 27 luglio 2014 deceduto)
  - Vacante (2014 - 2018)
- Aquilino Bocos Merino, C.M.F., dal 28 giugno 2018